# Un Vengos fou, fou, fou
Pour plus de détails, voir Fiche technique et Distribution.
Un Vengos fou, fou, fou (Είναι ένας τρελός, τρελός, τρελός Βέγγος (Íne énas trélos, trélos, trélos Véngos)) est un film grec réalisé par Panos Glykofrydis (el) et sorti en 1965.
Ce film révéla Thanássis Véngos au grand public et en fit une star incontestée.

## Synopsis
Thanasis Thanasakis (Thanássis Véngos) est un orphelin qui a été abandonné par sa mère devant un orphelinat expérimental de l'Attique. Il y passe 20 ans. Il le quitte à 21 ans, vivote de petits boulots avant de faire son service militaire. Libéré, il devient coiffeur et tombe amoureux d'une jeune femme pauvre. Il rêve de retrouver son père. Il imagine que celui-ci est un homme riche que ses domestiques tentent de rendre fou pour lui subtiliser sa fortune. À force de s'imaginer ce type de scénario, Thanasis devient fou.

## Fiche technique
- Titre : Un Vengos fou, fou, fou
- Titre original : Είναι ένας τρελός, τρελός, τρελός Βέγγος (Íne énas trélos, trélos, trélos Véngos)
- Réalisation : Panos Glykofrydis (el)
- Scénario : Napoleon Eleftheriou et Dimitris Vasiliadis
- Direction artistique : Giorgios Stergiou
- Photo : Dimos Sakellariou
- Son : Tasos Venieris et Sifis Siganos
- Montage : Pavlos Filippou
- Musique : Pavlos Filippou
- Production : Th. V. Tainies Geliou
- Pays :  Grèce
- Langue : grec
- Format : 35 mm noir et blanc
- Genre : comédie
- Sortie :  1965

## Distribution
- Thanássis Véngos
- Kleou Skouloudi
- Lavrentis Dianellos (en)
- Nana Skiada
- Vassílis Avlonítis